# Хенри Мортън Стенли
Вижте пояснителната страница за други личности с името Стенли.
Сър Хенри Мортън Стенли (на английски: Sir Henry Morton Stanley) е уелско-британски журналист и пътешественик, изследовател на Африка. Африканският му прякор е „Була матари“, означаващ „Разбивачът на скали“.

## Произход и младежки години
Роден е като Джон Роуландс (на английски: John Rowlands) на 28 януари 1841 година в град Денби, Уелс. Той е незаконно дете на Елизабет Пари, фермерска дъщеря, и Джон Роуландс, син на богат фермер, живеещ в съседство. Малкият Джон живее и се възпитава няколко години при съседното семейство Прайс, защото майка му трябва да работи. На 7-годишна възраст попада в детски дом със свирепа дисциплина, където живее до 15-годишна възраст. Свободолюбивият Джон нееднократно изпада в конфликтни ситуации. През 1856 г. става овчар при една своя леля, но непрекъснато мечтае за Америка. На 17 години става юнга на един кораб и заминава за Ню Орлийнз.
Там през 1858 юношата постъпва в магазина на Хенри Стенли, търговец с „меко сърце и твърд череп“, който се отнася с него като към син. Джон служи три години при Стенли. За това време той се отличава с такава пъргавина, съобразителност и трудолюбие, че бързо расте в йерархията, а в крайна сметка Стенли го осиновява и така Джон Роуландс през 1859 се превръща в Хенри Мортън Стенли. По време на престоя си при приемния баща непрекъснато обикаля страната с търговски поръчки и по този начин я опознава географски и се запознава с нейните обитатели.
През Гражданската война Хенри Мортън Стенли се записва доброволец в армията на южните щати и участва в походите на генерал Албърт Сидни Джонстън. В сражението при Шайло (1862 г.) попада в плен, променя убежденията си и преминава на страната на северните щати.
След войната отново започват неговите скитания в търсене на работа и съществуване от случайни заработки. Отчаян решава да се върне в родината си при все още живата си майка, но установява, че там на никого не е нужен. Отново се връща в Америка и постъпва като обикновен моряк на търговски кораб и служи три години, от 1863 до 1866. Посещава Испания, Италия, Индия. Започва да води пътни записки. Най-интересните ги преработва в кореспонденции и изпраща в английски и американски вестници. Съдържателните, написани с жив, образен език вестникарски материали на Стенли привличат вниманието на няколко вестника. На младия матрос му предлагат длъжността кореспондент в Американския военноморски флот. Така започва неговата журналистическа кариера.

## Журналистическа кариера (1867 – 1871)
През 1867 става щатен кореспондент и първата му задача е серия репортажи за „умиротворяването“ на индианците в западните прерии. Това е и първият му урок за отношението към „примитивните“ народи. В своите очерци Стенли демонстрира сдържана симпатия към мъжеството на врага и изобразява събитията завладяващо, сантиментално и същевременно повърхностно – като истински военен журналист. В качеството си на кореспондент пътува из Европейска Турция, Мала Азия, Йерусалим, Крим, Одеса, Тифлис, Персия и други.
През 1868 постъпва във вестник „Ню Йорк Хералд“ („New York Herald“), тогава с най-голям тираж в Америка. Именно като кореспондент на вестника за първи път попада в Африка, за да отразява колониалната война. Арената на действията тогава е Етиопия, която за разлика от Египет и Судан все още отстоява независимостта си, а с предстоящото откриване на Суецкия канал страната придобива особено значение. През 1867 Великобритания изпраща в Етиопия свой експедиционен корпус, който още след година достига 40 000 войника. Етиопската авантюра струва над девет милиона паунда и приключва със самоубийството на етиопския император, извършено в крепостта Магдала. От етиопска страна падат 700 убити и са ранени 1500 души, от британска страна има двама убити и няколко ранени. Стенли описва това победоносно сражение и при това така завладяващо, че американските читатели са силно развълнувани. Той действа толкова бързо, че оперативната информация за превземането на Магдала се появява в „Хералд“ преди още британското правителство да научи. Ловкият журналист подкупва телеграфиста в Суец, за да предаде неговата телеграма първа.

## Пътешествия в Африка (1871 – 1889)
В периода 1871 – 1889 Стенли извършва четири експедиции в Екваториална Африка и допринася за изясняването на течението на река Конго и множество други реки и езера в нейния басейн. В това, както и в следващите си африкански пътешествия Стенли, в пълна сила проявява и положителните, и отрицателните страни на своя сложен и противоречив характер. Кипяща енергия, предприемчивост, решителност, отчаяна смелост, непреклонна воля и великолепни организаторски способности се съчетават в него с рязкост, грубост и даже жестокост в общуването със спътниците си и особено с „туземците“, към които се отнася презрително или в най-добрия случай високомерно-снизходително. За разлика не само от Ливингстън, искрен приятел и последователен защитник на африканците, но и от такива пионери – изследователи на Африка, като Спиик (Speke), Грант и много други, стараещи се да се погаждат с местното население, Стенли не счита за грях да си проправя път в дебрите на Африка със силата на оръжието.

### Търсене на Дейвид Ливингстън (1871 – 1872)
През 1871 г., по поръчение на собственика на „Ню Йорк Хералд“ Джеймс Гордън Бенет-младши, Стенли се отправя на най-прочутата си експедиция в Централна Африка – издирването на Дейвид Ливингстън, за когото няма известия от 1869. Организирането и провеждането на експедицията са изцяло финансирани от вестникарския магнат. Бенет и Ливингстън са шотландци, но покрай патриотичния сантимент Бенет е ръководен и от желанието си да рекламира вестника и повиши неговия тираж – очаквания, които напълно се оправдават.
На 21 март 1871 тръгва на запад от Багамойо (в Източна Танзания) към платото Усагара, като по пътя изследва река Кинясунгве – горното течение на река Вами. Пристига в Табора, но се оказва, че прекият път към езерото Танганика е отрязан поради въстание на местните племена против арабските роботърговци, поради което експедицията прави голямо заобикаляне от югоизток и юг. На 6º ю.ш. и 34º и.д. завива на запад-югозапад и открива и изследва левия приток на река Малагараси – река Угала. На 10 ноември достига до Уджиджи, където намира Дейвид Ливингстън и до февруари 1872 участва в неговите изследвания. През март в Табора Стенли се прощава с Ливингстън, като му оставя част от своите запаси, провизии и снаряжение, взема неговите писма и дневници и заминава за Европа. Когато след една година Ливингстън умира Стенли решава да продължи делото му – да разкрие тайната на изворите на Нил.

### Пресичане на Африка от изток на запад (1874 – 1877)
В тази втора експедиция Стенли си поставя за задача да „довърши откритията на Спиик, Бъртън и Ливингстън“, като установи оставащите неясноти по въпроса за изворите на Нил и окончателното решаване на проблема с река Луалаба. Експедицията му е финансирана от два големи вестника: английския „Дейли Телеграф“ и американския „Ню Йорк Хералд“. Както и в предишното си пътешествие, той не е притеснен от липса на средства и организира голяма и великолепно съоръжена за времето си експедиция. Тя се състои от 356 души, в т.ч. 270 носачи, които освен че носят експедиционното имущество, транспортират и голяма разглобена лодка „Лейди Елис“.
На 17 ноември 1874 от Багамойо Стенли тръгва на запад в своето трансафриканско пътешествие. До Угого експедицията преминава по вече известен маршрут, но от там Стенли решава да се насочи право на северозапад към езерото Виктория без да минава през Табора. Този път, преминат за първи път от европеец, се оказва много тежък. До езерото достигат по-малко от половината от хората, тръгнали в началото, като голяма част от тях измират от глад и болести, загиват в схватки с местното население или просто избягват.
На 27 февруари 1875 експедицията достига до южния бряг на езерото Виктория, като по пътя открива реките Вембере и Маньонга (притоци на река Сибити, вливаща се в езерото Еяси) и река Симию (вливаща се в залива Спиик на езерото Виктория). От 8 март до 5 май със сглобената лодка Стенли изследва подробно бреговете на езерото, като открива залива Спиик (югозападната част на езерото), остров Укереве (на северозапад от залива) и остров Укара (на север от Укереве). Оттам продължава на север покрай източния бряг на езерото, като старателно картира всички извивки на бреговата линия. След това проследява северния и западния бряг на езерото, като изследва устието на река Кагера и се изкачва на няколко километра нагоре по течението ѝ.
След това цялата експедиция се прехвърля на северния бряг на езерото, където прекарва няколко месеца и Стенли се запознава основно с Кралство Буганда (днешна Уганда). През ноември 1875, съпровождан от над 2000 души от Буганда, Стенли се спуска по реките Катонга и Мпанга (вливаща се в езерото Джордж) и в началото на януари 1876 вижда на северозапад планината Рувензори. На 11 януари открива езерото Джордж, а на югозапад от него – езерото Едуард (2150 км2). През февруари и март изследва средното течение на река Кагера от Какитумба (1°03′ ю. ш. 30°28′ и. д. / 1.05° ю. ш. 30.466667° и. д.) до сливането на съставящите я реки Няварунгу и Рувуву на 2°23′ ю. ш. 30°47′ и. д. / 2.383333° ю. ш. 30.783333° и. д.. В края на март експедицията се отправя от устието на река Кагера на юг и в края на април достига до Уджиджи, на бега на езерото Танганика, от където Стенли продължава трансконтиненталното си пътешествие.
През юни и юли 1876 извършва кръгово плаване по езерото Танганика с „Лейди Елис“, като топографски заснема цялата му брегова линия. В северозападната му част открива залива Бъртън (4°11′ ю. ш. 29°08′ и. д. / 4.183333° ю. ш. 29.133333° и. д.), на изток от него полуостров Убвари (вторично) и доказва, че езерото се оттича чрез река Лукуга в Луалаба. В края на октомври по суша се добира до Касонго (Нянгве, 4°26′ ю. ш. 26°40′ и. д. / 4.433333° ю. ш. 26.666667° и. д.) и в началото на ноември започва спускане по река Конго. Около екватора открива седемте водопада Стенли (височина 60 м) и устията на реките Елила, Улинди и Лова (десни притоци). Непосредствено след водопадите вторично открива устието на десния приток – река Линди, а след това устията на реките Арувими (1300 км), Итимбири и Монгала (също десни притоци). Открива и устията на левите притоци – реките Руки и Ква. През март 1877 достига до езерото Стенли Пул, а на 12 август – до град Банана в устието на Конго.
Резултатите от близо тригодишното пътешествие на Стенли са грандиозни. Изминати са 11,5 хил. км, решен е проблемът с река Луалаба. На картата се появява истинското положение на огромната река Конго. За първи път е получена обща представа за основните хидрографски черти на Централна Африка – голямата плоска падина на Конго, обкръжена от височини и планини. Освен това неговата експедиция има и голям политически резонанс. Обръща вниманието на колониалните държави в Европа към природните богатства на Африка, преди всичко в басейна на Конго и предопределя по-нататъшния колониален раздел на тропическа Африка.

### Изследване на басейна на Конго (1881 – 1883)
В края на 1878 в белгийското дружество „Международна асоциация за изследване и цивилизация на Централна Африка“ е създаден „Комитет по изучаване на Горно Конго“, преименуван през 1882 в „Международна асоциация Конго“. От негово име Стенли постъпва на служба при крал Леополд II и през 1879 е назначен за ръководител на експедиция в басейна на Конго. През август 1879 пристига в устието на реката и започва бурна колонизаторска дейност по нейните брегове, като веднага пристъпва към създаване на мрежа от станции и сключва договори с вождовете на местните племена, съгласно които земите им се предават под суверенитета на „Международна асоциация Конго“. През 1881 Стенли се изкачва по реката до езерото Стенли Пул и с изумление установява, че са го изпреварили: на десния бряг на реката се развява френски флаг. Веднага, на 1 декември 1881, на левия бряг на реката основава станция Леополдвил (сега град Киншаса). След два дни е спуснат на вода парният катер „Ан Аван“ („Напред“) и с него в периода 1882 – 1884 Стенли провежда изследване и картиране на река Конго и поставя цялото течение на реката под контрола на асоциацията.
През май 1882, на кораба „Ан-Аван“, Хенри Стенли започва изследването на реката. Изкачва се и по река Ква, и по десния ѝ приток река Фими, и на 23 май открива езерото Леополд (2325 км2) и го изследва.
През май и юни 1883 се изкачва отново по Конго до екватора, като на 0º 40` ю.ш. открива протока Иребу и на югоизток от него – езерото Тумба. От август до декември 1883 начело на голяма експедиция изследва плавателния участък на Конго от Киншаса до водопадите Стенли. През октомври открива устието на река Лулонга (ляв приток), а през ноември – изследва долните течения на реките Итимбири и Арувими и открива устието на река Ломами (1500 км, ляв приток).

### Пресичане на Африка от запад на изток (1887 – 1889)
През втората половина на 80-те години на ХІХ век в южната част на Судан пребивава немският пътешественик и губернатор на Екваториалната провинция на Судан Емин паша. Поради избухналото въстание на Махди в северната част на страната той, заедно с голям контингент от египетски войници и чиновници, се оказва изолиран и отрязан от външния свят. За неговото освобождаване и извеждане от Южен Судан се извършват две военни експедиции, възглавявани от Оскар Ленц и Густав Фишер, които не успяват да достигнат до местоназначението си. С тази задача се заема Стенли като възглавява голяма експедиция, организирана специално за случая от създадения в Лондон „Комитет по спасяване на Емин паша“. Стенли с чест изпълнява поставената му задача.
През март 1887 тръгва от устието на Конго и през юни достига до Ямбуя (1°16′ с. ш. 24°33′ и. д. / 1.266667° с. ш. 24.55° и. д., в долното течение на Арувими). Оттам започва неимоверно труден преход нагоре по долината на река Арувими през гъстата тропическа гора, където е невъзможно да се доставят продоволствия. По пътя експедицията открива устието на десния ѝ приток – река Непоко (1°40′ с. ш. 27°00′ и. д. / 1.666667° с. ш. 27° и. д.). Открива и частично изследва притоците ѝ – Епулу (десен) и Ленда (ляв). Пресича Сините планини и през декември достига до езерото Алберт. През това време Емин паша научава за идващата помощ и предприема пътуване на юг към езерото Алберт, където през април 1888 се осъществява срещата между двамата изследователи. През май 1888 Стенли окончателно открива планината Рувензори с връх Маргарет (5109 м). През април 1889 обединените отряди на Стенли и Емин паша от езерото Алберт се изкачват по река Семлики и през юни достигат до езерото Едуард. Оттам експедицията преминава през река Кагера и покрай езерото Виктория (в югозападната му част открива залива Емин паша) през декември 1889 достига до Индийския океан при Багамойо, като по този начин Стенли за втори път пресича Африка, този път от запад на изток.

## Последни години (1890 – 1904)
След завръщането си в Европа, Стенли се оженва за уелска художничка и двамата си осиновяват момченце. Чете лекции и пише книги за Африка и населяващите я племена. От 1895 до 1900 г. е член на Парламента като представител на район от Южен Лондон. В 1899 г. кралица Виктория го удостоява с благородническа титла за заслуги към Британската империя.
Умира на 10 май 1904 година в Лондон на 63-годишна възраст.

## Памет
Неговото име носят:
- водопади Стенли Фолс (Бойома, 0°30′ с. ш. 25°12′ и. д. / 0.5° с. ш. 25.2° и. д.), на река Конго, Демократична Република Конго;
- град Стенливил (Кисангани, 0°31′ с. ш. 25°12′ и. д. / 0.516667° с. ш. 25.2° и. д.), в Демократична Република Конго;
- езеро Стенли Пул (4°14′ ю. ш. 15°26′ и. д. / 4.233333° ю. ш. 15.433333° и. д.), на река Конго.

## Трудове (избрано)
- „How I found Livingstone“, London, 1872;
- „Through the dark continent“, Vol. 1 – 2, London, 1878;
- „The Congo and the founding of its Free State“, Vol. 1 – 2, London, 1885;
- „In darkest Africa“, Vol. 1 – 2, London, 1890.